# アイズクラウクレの戦い
アイズクラウクレの戦い（アイズクラウクレのたたかい）とは、1279年3月5日に起きたトライデニスが率いるリトアニア大公国とドイツ騎士団の支部であるリヴォニア騎士団の
戦闘であり、現在のラトビアのアイズクラウクレ（ドイツ語：Ascheraden）近郊が戦場となった。リヴォニア騎士団は大敗を喫し、騎士団長のエルンスト・フォン・ラッツェブルクとデンマーク領エストニアから派遣された騎士の指導者エイラート・ホベルクを含む71人の騎士が殺害された。13世紀にリヴォニア騎士団が経験した敗戦の中で2番目に被害が大きい戦闘となった。この戦いの後、バルト海地方の民族であるセミガリア人の指導者ナメイスィスはリトアニアを宗主国として承認した。

## 背景
1273年にリヴォニア騎士団は名目上はトライデニスが統治する土地にディナブルク城を建設し、城は戦略的に重要な拠点となった。弱体化したリトアニアがリヴォニア騎士団に服従しないセミガリア人への支援を中止することを当て込んで、城は騎士団が中央リトアニアを襲撃する基地として使用された。1274年にトライデニスは1か月間ディナブルク城を包囲したが、城の奪取に失敗した。史料にはリヴォニア騎士団がディナブルク城の包囲に対する報復として、1279年にリトアニアへの遠征を開始したとする記述が散見される。しかし、Edvardas GudavičiusとArtūras Dudonisの研究は、ディナブルク城の包囲とリトアニア遠征が実施された年の隔たりから、包囲と遠征の直接的な因果関係を否定している。
リトアニアがハールィチ・ヴォルィーニ大公国との戦争に集中できるよう、リトアニアとリヴォニアの間に和平条約が締結されていたが、GudavičiusとDudonisは和平条約が破棄されたために遠征が行われたと主張している。また、リヴォニアとリトアニアはダウガヴァ川沿いの交易とポロツク公国への影響力でも競い合っていた。

## リトアニア遠征とアイズクラウクレでの戦闘
1279年2月に開始されたリヴォニア騎士団の遠征にはリトアニアの領土への騎行が含まれていた。リヴォニア軍にはリヴォニア騎士団のほか、リガ大司教、デンマーク領エストニア、バルト海地方土着の民族であるクール人とセミガリア人の部族の兵士が含まれていた。遠征の当時、リトアニアは飢饉に苦しみ、トライデニスの兄弟のシルプティスはルブリン周辺のポーランドの領土を襲撃していた。リヴォニア軍はリトアニア大公領の中心であるケルナヴェにまで到達するが、公然とした抵抗にあわず、多くの村で略奪を行った。リヴォニア軍の帰還の途上、彼らの後にトライデニスの軍隊から分かれた小部隊が追跡していた。リヴォニア軍がアイズクラウクレの近郊に到達したとき、リヴォニア騎士団の団長ラッツェブルクは現地民の兵士の大部分に戦利品を持たせて送り返したが、その時にリトアニア軍からの攻撃を受ける。セミガリア人は最初に戦場から退却した勢力の一つであり、リトアニア軍は決定的な勝利を収めた。

## 戦後
騎士団の過去6年で積み上げた成果は水泡に帰した。セミガリア人は再びリヴォニア騎士団に反抗するようになり、保護を求めてトライデニスに服従した。しかし、1282年にトライデニスは没し、リトアニア大公国はすべての利益を収められなかった。また、将来リトアニアへの攻撃が西方と北方から同時に行えるよう、リヴォニア騎士団はドイツ騎士団から騎士団長を選出することを決定した。